# Arnleithen
Arnleithen ist ein Gemeindeteil der Stadt Pottenstein im Landkreis Bayreuth (Oberfranken, Bayern). Arnleithen liegt in der Gemarkung Tüchersfeld.

## Geographie und Verkehrsanbindung
Der Weiler Arnleithen liegt nordwestlich der Kernstadt Pottenstein. Südlich und westlich verläuft die Bundesstraße 470.

## Geschichte
Der Ort wurde 1520 als „Ahernleyten“ erstmals schriftlich erwähnt. Der Name stammt vermutlich von der Ahornleithe, einer Anhöhe zwischen Tüchersfeld und Pottenstein, auf der Ahornbäume wuchsen. In früheren Zeiten fanden Schafhirten mit ihren Tieren dort Unterkunft und Schutz.
Im Geographischen Lexikon von Franken (1799) heißt es: „Arnleithen ist ein Eigentumshof im Ahornthale. Die jezigen Besitzer sind die Freiherren von Groß. Da die Hofgüter theils vererbt, theils verpachtet sind: So befinden sich jezt nur 3 Bauerwohnungen allda. Die Cent und pfarrlichen Verrichtungen gehören nach dem Bambergischen Städtchen Pottenstein und Gößweinstein, eine Stunde davon.“
Mit dem Ersten Gemeindeedikt (frühes 19. Jahrhundert) wurde Arnleithen der Ruralgemeinde Tüchersfeld zugewiesen. Am 1. Januar 1972 wurde Arnleithen im Zuge der Gebietsreform in Bayern in die Stadt Pottenstein eingegliedert.